# Анастасіос Папазоглу
Анастасіос Папазоглу (грец. Αναστάσιος Παπάζογλου, нар. 24 вересня 1988, Серрес) — грецький футболіст, захисник та опорний півзахисник клубу «Панетолікос».

## Клубна кар'єра
Народився 24 вересня 1988 року в місті Серрес. Вихованець футбольної школи клубу «Пансерраїкос». Дорослу футбольну кар'єру розпочав 2007 року в основній команді того ж клубу, в якій провів чотири сезони, взявши участь у 69 матчах чемпіонату. 
Влітку 2010 року контракт гравця купив «Олімпіакос», однак наступний сезон 2010/11 він ще провів за свій рідний клуб і повністю приєднався до пірейського лише влітку 2011 року. Відіграв за клуб з Пірея протягом наступних трьох сезонів лише 31 матч в національному чемпіонаті, втім здобув з командою три титули чемпіона Греції та два національних кубка.
23 липня 2014 року дію контракта гравця, який нерегулярно потрапляв до основної команди клубу, було припинено, втім він того ж дня уклав дворічну угоду з кіпрським АПОЕЛом, проте тут основним гравцем також не став і 1 лютого 2015 року його контракт з АПОЕЛ був розірваний за обопільною згодою сторін.
Незабаром підписав контракт з грецьким клубом «Шкода Ксанті», в якому виступав до кінця сезону, після чого покинув клуб.
11 серпня 2015 року став гравцем клубу «Панетолікос», підписавши контракт на 2 роки . Відтоді встиг відіграти за клуб з Агрініо 18 матчів в національному чемпіонаті.

## Виступи за збірну
2006 року дебютував у складі юнацької збірної Греції. У складі збірної до 19 років Папазоглу взяв участь у юнацькому чемпіонаті Європи 2007 року, де збірна Греції дійшла до фіналу, в якому програла іспанцям.
Протягом 2008—2011 років залучався до складу молодіжної збірної Греції. На молодіжному рівні зіграв у 8 офіційних матчах.

## Титули і досягнення
- Чемпіон Греції (3):

«Олімпіакос»: 2011-12, 2012-13, 2013-14
- Володар Кубка Греції (2):

«Олімпіакос»:  2011–12, 2012–13